# Uprising Records (amerykańska wytwórnia płytowa)
Uprising Records to niezależna wytwórnia muzyczna, powstała w 1994 roku w Laguna Beach, w Stanach Zjednoczonych. Promuje takie gatunki muzyczne, jak punk, metal, ale również hip-hop. Jej właścicielem jest Sean Muttaqi, założyciel kontrowersyjnego zespołu Vegan Reich.
Zdecydowanie największy sukces spośród zespołów, które nagrywały w studiu Uprising, odniosła poppunkowa kapela Fall Out Boy. Wytwórnia wypromowała też m.in. Racetraitor, Burn It Down czy Project Rocket; związany z nią jest również wspomniany Vegan Reich.